# Юлленборг, Густав Фредрик
Граф Густав Фредрик Юлленборг (швед. Gustaf Fredrik Gyllenborg, 25 ноября 1731, провинция Эстергётланд — 30 марта 1808, Стокгольм) — шведский поэт, драматург эпохи Просвещения. Один из первых членов королевской Шведской академии (1786—1808).

## Биография
Представитель графского рода Юлленборгов. Образование получил в Упсале и Лунде.
С 1751 года служил в органах юстиции. В 1756—1762 годах — при дворе Густава, с 1771 года короля Швеции.
В 1774 году стал канцлером королевского двора, членом Банковского совета (1777—1787).
Вместе со своим другом графом Густавом Филиппом Крёйцем (1731—1785) с 1753 года был создателем одного из самых первых литературных обществ Tankebyggarorden (Орден Строителей Мысли), целью которого была борьба с «невежеством и варварством», тесно связанного с литературным салоном Хедвиги Шарлотты Норденфлихт.
С 1786 года — почётный член Шведской королевской академии словесности.

## Творчество
Начал литературную деятельность с сатир, подражающих Горацию, Ювеналу и Николе Буало. Позже творил под влиянием Руссо с его пессимистическими взглядами на человечество.
Густав Фредерик Юлленборг — стоик и моралист. Его патриотическая «Зимняя песня» полемически направлена против «Летней песни» Г. Крейца. Юлленборг воспевает людей Севера, их нравственную стойкость, восходящую якобы к древним готам. Своеобразно соединяя руссоизм с учением Сенеки, поэт занимает позицию стоического пессимиста, презирающего мир и противопоставляющего ему простоту и нравственную доблесть (стихотворения «Презирающий мир», «Радость людей», «Нищета людей» и др.). Стремясь создать национальный эпос, Юлленборг пишет поэму «Переход через Бельт», повествующую о походе Карла X в Зеланд через льды Ютландии. Написанная в классическом духе, поэма успеха не имела.
Автор ряда стихов, пьес, большинство из которых ныне забыты и героической поэмы Tåget over Bält (1785). Стал известен, благодаря своим басням. В своих работах высмеивал пороки.
Густав Фредрик Юлленборг был одним из первых членов Шведской академии, одним из тринадцати членов, которых назначил сам король, где занимал кресло # 13 с момента основания Академии до своей смерти в 1808 году.